# Kiritimati
Kiritimati (även Christmas Island, "Julön") är en ö i Polynesien som tillhör Kiribati.

## Geografi
Kiritimati är en ö bland Line Islands som tillhör ö-nationen Kiribati  och ligger 3 250 km nordost om landets huvudö Tarawa samt 2 150 km söder om Hawaii.
Ön ingår i en korallatoll, och det ligger en rad småöar inom atollen. Kiritimati är den största korallatollen i världen och Kiribatis största ö med en total yta (inklusive inre vatten) om cirka 624 km². Den har en landmassa på cirka 388 km², och står därmed för nästan halva Kiribatis landareal. Utsträckningen i längdled är cirka 44 km, bredden cirka 39 km. Den högsta höjden Joe's Hill är på 12 m ö.h.
Befolkningen uppgår till cirka 5 100 invånare fördelade på 4 byar – London (huvudort), Banana, Poland och Tabwakea.
Kiritimati har en flygplats nära Banana Cassidy International Airport (flygplatskod "CXI") för internationellt flyg.

## Historia
Ön upptäcktes av kapten James Cook den 24 december 1777. Kiritimati är det lokala uttalet av Christmas.
USA gjorde 1856 anspråk på ön, men 1889 annekterades ön av Storbritannien. Den införlivades 1919 i kolonin Gilbert och Elliceöarna, en del i det Brittiska Västra Stillahavsterritoriet.
Den 15 maj 1957 provsprängde Storbritannien sin första vätebomb här.
1979 införlivades atollen i den nya nationen Kiribati.
2003 installerade japanska JAXA (Japan Aerospace Exploration Agency) en spårningsstation för sina satelliter på ön.